# Energiewirtschaft in der Mongolei
Die Mongolei, seit alters eher landwirtschaftlich mit wenig Energiebedarf geprägt, benötigt für ihre neuen Wirtschaftszweige wie Bergbau und die Telekommunikation zunehmend Elektroenergie in Form von elektrischem Strom. Dazu wird die Energiewirtschaft schrittweise auf erneuerbare Energien umgestellt.

## Geschichte
Traditionell wird der Strom noch in 12 alten, in den 1960er Jahren errichteten Kohlekraft- und Heizöl-Kraftwerken im eigenen Land erzeugt. Die dazu benötigten fossilen Brennstoffe stammen aus eigenen Kohlevorkommen, das Heizöl muss importiert werden. Der im Land erzeugte Strom reicht aber immer weniger für die Versorgung der wachsenden Industrie und der Haushalte in den Städten. So deckt das Land seinen Bedarf gegenwärtig (2020er Jahre) zu 20 Prozent durch Strom aus China und Russland. Außerdem müssen auch Treibstoffe (Diesel, Kerosin, Benzin) importiert werden, da die Mongolei keine eigenen Raffinerien besitzt.
Die größten Stromverbraucher waren und sind die Industrie, das Transportwesen, die Haushalte und ein „tertiärer Sektor“.

## Neue Energieträger im Land

### Überblick
Zu Beginn des 21. Jahrhunderts hat die Mongolei mit der Nutzung von Wasser-, Sonnen- und Windenergie begonnen. Dazu wurde ein Gesetz verabschiedet, das den Einsatz erneuerbarer Energieträger steigern und regulieren soll.
Die Voraussetzungen des dünn besiedelten Landes sind gut: es weht über die Ebenen teils kräftiger Wind und an rund 250 Tagen im Jahr scheint die Sonne. – So lag der Anteil der regenerativen Energie im Jahr 2024 schon bei 20 Prozent des landesweiten Bedarfs, im Jahr 2017 sollen es zwölf Prozent gewesen sein.

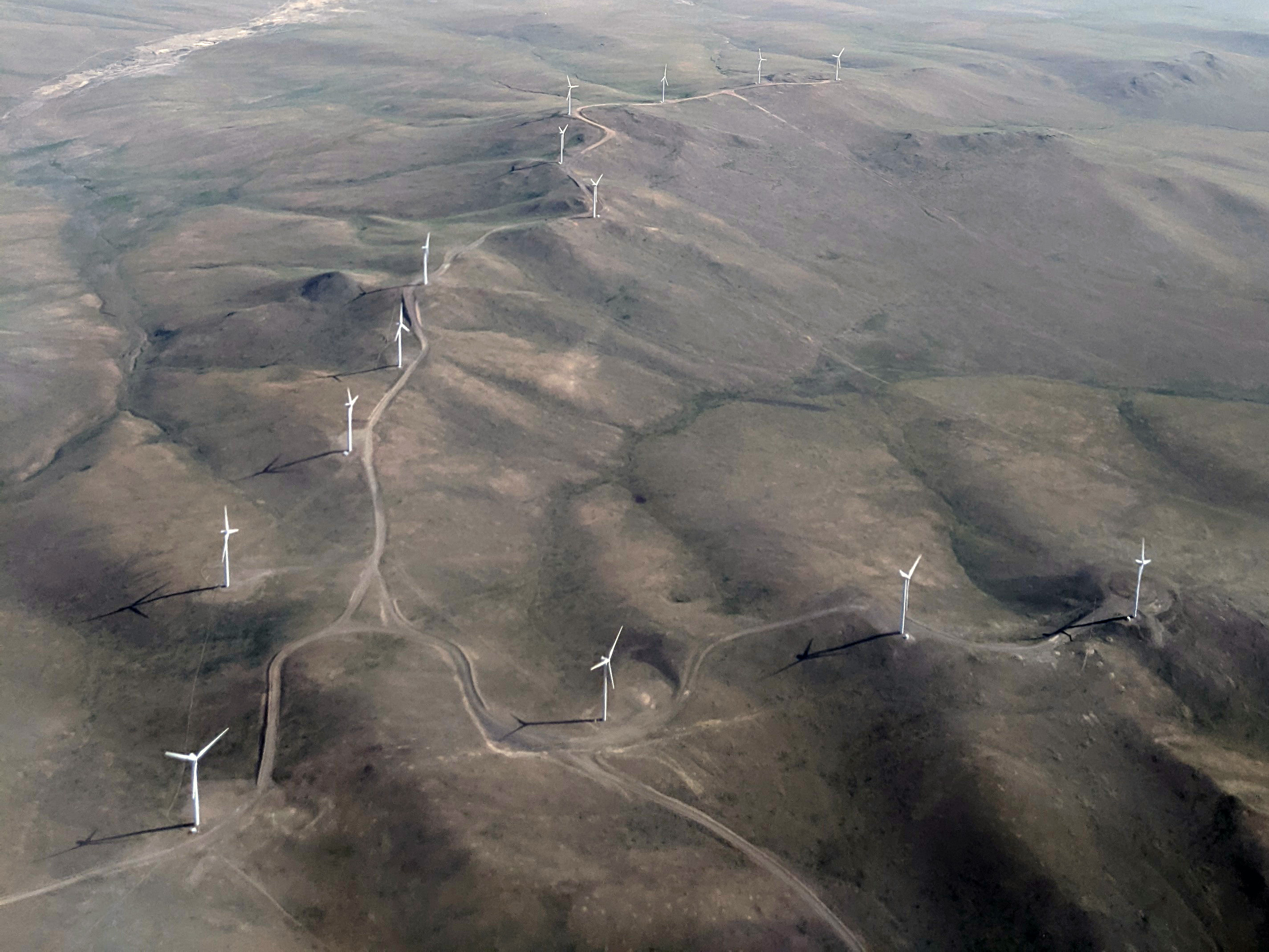
Windpark Salkhit

### Windenergie
Im Ausland erworbene Windkraftanlagen werden an geeigneten Stellen im Land aufgestellt. Der allererste Windpark ging im Jahr 2012 in Betrieb, inzwischen gibt es bereits mehrere, beispielsweise den 2019 gestarteten Sainschand-Windpark in der Wüste Gobi, wo 25 Windturbinen Strom erzeugen. 120 Millionen US-Dollar sind in die Anlage investiert worden, die über Kredite im Ausland finanziert wurden. Die Anlage erzeugt tagesdurchschnittlich 55 Megawatt.
2024 wurde der Windpark Salkhit offiziell eröffnet. Der Windpark liegt 70 Kilometer südöstlich der Hauptstadt Ulaanbaatar entfernt.

### Solarenergie

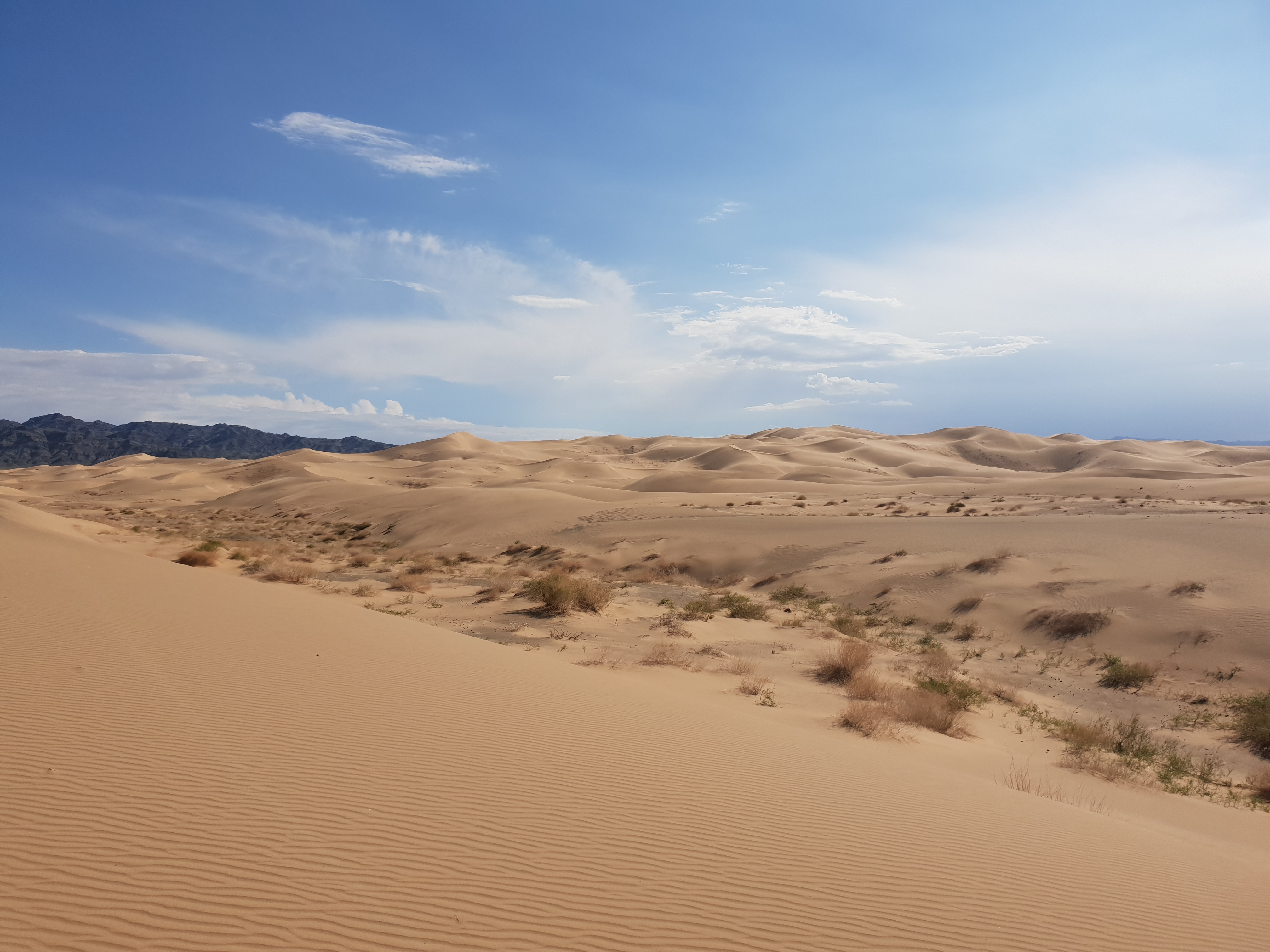
Sanddünen in der Wüste Gobi

Zur Nutzung der Sonnenenergie werden Solarpaneels flächendeckend eingesetzt, mit denen Wüstengebiete ausgerüstet werden. Per 2021 sind zehn Solarparks im Land vorhanden, deren Aufbau und der Betrieb von der Asiatischen Entwicklungsbank (ADB) finanziert wurde. Gesucht werden nun weitere Generalunternehmer für Photovoltaik-Anlagen im Norden der Mongolei, z B. in der Nähe der Ortschaft Mörön, dem Verwaltungszentrum des Chöwsgöl-Aimag.

### Wasserkraft

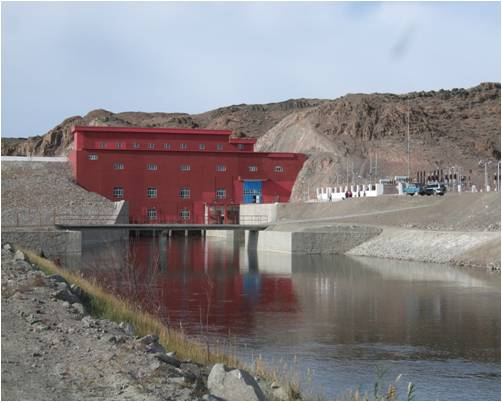
Wasserkraftwerk Dörgön (Durgun)

Im Jahr 2021 gab es sieben größere Wasserkraftwerke in der Mongolei, die an Flüssen (es gibt rund 3.800 geeignete Wasserläufe) und Seen stationiert sind. Eine andere Quelle nennt für 2010 sogar 13 Wasserkraftwerke.

### Sonstige Energiequellen
Kernenergie-Anlagen sind nicht vorhanden und auch nicht in Planung. – Regional könnten Geothermie-Kraftwerke die Situation etwas verbessern, in ihnen wird aber kein bedeutendes Potenzial für die Gesamtenergiewirtschaft gesehen. – Zur Gewinnung und Nutzung von Biomasse aus der Abwasserbehandlung oder der Verwendung von Landwirtschaftsabfällen gab es erste Versuche, die aber auch nicht über eine Standortbedeutung hinauskamen. Traditionelle Biobrennstoffe wie Holz oder Tierdung kommen weiterhin zum Einsatz, ihr Anteil an der Energieproduktion fällt jedoch nicht ins Gewicht. Sie werden nicht weiter gefördert.

## Infrastruktur und Organisationen
Das vorhandene Netz an Stromleitungen – als Überlandleitungen oder unterirdisch – muss schrittweise erneuert und erweitert werden. In den 2020er Jahren bringen sich beispielsweise die EU und die Europäische Bank für Wiederaufbau und Entwicklung (EBRD) über das Investitionsprogramm Global Gateway beim Bau einer 220-Kilovolt-Übertragungsleitung zwischen den Städten Sainshand und Choir im Südosten des Landes ein. Zudem wird ein neues Umspannwerk entstehen und die Erweiterung eines bestehenden Umspannwerks erfolgen.
Dem Energieministerium unterstehen eine Regulierungsbehörde (Energie Regulatory Committee) und eine Nationale Energieagentur (National Renewable Center), die sich um die Entwicklung kümmern.
In der Hauptstadt Ulan Bator hat sich das Economic Policy and Competitiveness Research Center angesiedelt, das die Regierung und Firmen bei der Umrüstung berät und Unterstützung gibt. Die Entwicklung schreitet aber nur sehr langsam voran, was von Beobachtern damit erklärt wird, dass in Entscheiderkreisen Korruption vorherrscht, es heißt, „Wenn sie (die Politiker) etwas entscheiden, wollen sie, dass für sie auch etwas herausspringt“. Es gibt auch keine wirklichen Anreize für Investitionen, zumal der Kohlestrom wegen hoher Subventionen extrem billig verkauft werden kann.

### Wärmekraftwerke
Am 6. Juni 2024 wurde ein neues neue 50-Megawatt-Wärmekraftwerk in der östlichen Region Dornod-Aimag in Betrieb genommen. An der Umsetzung waren auch Ingenieure und Techniker aus China und Vietnam beteiligt. Am 9. April 2025 stellte Energieminister Choijilsuren Battogtokh den Fortschritt des Projekts Tavantolgoi-Wärmekraftwerk vor. Der Aktionsplan 2024–2028 sieht den Bau eines 450-MW-Wärmekraftwerks in der Lagerstätte Tawan Tolgoi vor.

## Zukunftsanstrengungen
Mit Hilfe von Indien soll eine Erdölraffinerie gebaut werden, doch woher das Öl kommt, ist noch ungeklärt.
Das Bundesministerium für wirtschaftliche Zusammenarbeit und Entwicklung hat mit dem mongolischen Ministerium für Energie eine Unterstützung durch deutsche Unternehmen vereinbart, die über die Jahre 2024/2025 läuft und folgende Schritte beinhaltet:
- Fachliche Beratung ausgewählter Handlungsträger des Energiesektors zur Ermittlung von dezentralen erneuerbaren Energiesystemen; diese Energiesysteme zu finanzieren, anzuwenden, zu regulieren und Tarife zu gestalten.
- Gemeinsame Entwicklung eines Generalkonzepts für die Mongolei, um Strom und Wärme vollumfänglich durch erneuerbare Energien bereitzustellen.
- Beratung und Unterstützung von Bildungseinrichtungen zur Erarbeitung und Umsetzung von Lehrplänen, um Energieberater, Hochspannungstechniker sowie weitere Fachleute im eigenen Land ausbilden zu können.

Als witterungs- und tagesunabhängige Stromreserve werden Batterie-Energie-Speichersysteme (BESS) benötigt, die Netzschwankungen ausgleichen können. Mit deutscher Hilfe entsteht gerade (Jahr 2024) ein BESS im Stadtteil Songino Chairchan im Westen der Hauptstadt Ulan Bator. Es ist auf eine Kapazität von 80 bis 200 Megawattstunden ausgelegt und soll jährlich bis zu 44 Gigawattstunden bei Höchstlast ins Netz einspeisen.
Für das Jahr 2030 sehen die Pläne vor, dass die lokale Stromproduktion zu etwa 30 Prozent aus erneuerbaren Quellen gedeckt werden kann, daher werden noch jede Menge Investitionen erfolgen müssen.